# Weiße Elster
Weiße Elster cehă Bílý Halštrov (Elsterul Alb) este un râu cu o lungime de 257 km, afluent de dreapta al fluviului Saale.